# ماكوتو إيتو
ماكوتو إيتو (باليابانية: 伊藤誠) (20 أبريل 1936 – 7 فبراير 2023) هو عالم اقتصاد وأستاذ جامعي من اليابان، ولد في طوكيو. يعتبر أحد أهم علماء نظرية القيمة لكارل ماركس. يدرس في جامعة كوكوجاكوين بطوكيو، وهو أستاذ فخري بجامعة طوكيو.
ينتمي إلى مدرسة الفكر الاقتصادي التي أسسها كوزو أونو وكان أحد الاقتصاديين الماركسيين اليابانيين القلائل الذين كتبوا على نطاق واسع في مجلات باللغة الإنجليزية. نشر ايتو 24 كتابًا 6 منها باللغة الإنجليزية و5 مترجمة ونشرت باللغة الصينية.

## مناصب وهيئات
أدار جامعة طوكيو، وجامعة كوكوشيكان.